# Herpetica rumphiana
Herpetica rumphiana là một loài thực vật có hoa trong họ Đậu. Loài này được (DC.) J. Presl mô tả khoa học đầu tiên năm 1846.